# Remember the Time
Remember the Time – drugi singiel Michaela Jacksona z albumu Dangerous. Utwór dotarł do 3 miejsca na liście Billboard Hot 100.
W ponad 9 minutowym teledysku do tego utworu wystąpili m.in.: Eddie Murphy, Iman, Magic Johnson, Tom Lister Jr.

## Lista Utworów

### Wydanie Oryginalne

#### UK single
1. "Remember the Time" – 3:59
2. "Remember the Time" (Silky Soul 7") – 4:18
3. "Remember the Time" (New Jack Main Mix) – 6:50
4. "Come Together" – 5:27

#### US single
1. "Remember the Time" (Silky Soul 7") – 4:18
2. "Remember the Time" (New Jack Radio Mix) – 4:00
3. "Remember the Time" (12" Main Mix) – 4:37
4. "Remember the Time" (E-Smoove's Late Nite Mix) – 7:14
5. "Remember the Time" (Maurice's Underground) – 7:29
6. "Black or White" (The Clivillés & Cole Radio Mix) – 3:33
7. "Black or White" (House with Guitar Radio Mix) – 3:53
8. "Black or White" (The Clivillés & Cole House/Club Mix) – 7:33
9. "Black or White" (The Underground Club Mix) – 7:30

### Visionarysingle
CD side
1. "Remember the Time" (7" Mix)
2. "Remember the Time" (New Jack Jazz Mix)

DVD side
1. "Remember the Time" (Music video)

## Mixes
- Album version – 3:59
- 12" Main Mix – 4:47
- 7" Mix – 4:01
  - Released on the Visionary single
- A Cappella – 3:35
- New Jack Radio Mix – 4:06
- New Jack Main Mix
- New Jack Jazz (21) – 5:06
- Bonus Beats 3
- Silky Soul 7" – 4:07
- Silky Soul Dub
- Silky Soul 12" Mix
- E-Smoove's Late Nite Mix
- E-Smoove's Late Nite Dub
- Maurice's Underground
- Mo-Mo's Instrumental
- E Smoove's Early Morning Vocal Groove
- E Smoove's Nite Classic Club Remix
- Acapella Refrain
- Underground Hip Hop Vocal
- Roy Boogie's Brukup Mix
  - Released on the 7" single Remember The Time / Back 2 Life